# Songwrights Apothecary Lab
Songwrights Apothecary Lab è l'ottavo album in studio della cantante statunitense Esperanza Spalding, pubblicato nel 2021.

## Tracce
1. Formwela 1 – 3:35 (Spalding)
2. Formwela 2 (featuring Ganavya Doraiswamy) – 6:10 (Spalding)
3. Formwela 3 – 7:05 (Spalding)
4. Formwela 4 – 4:19 (Corey King, Spalding)
5. Formwela 5 (featuring Corey King) – 3:32 (Corey King, Spalding)
6. Formwela 6 (featuring Corey King) – 3:10 (Corey King, Spalding)
7. Formwela 7 – 3:26 (Spalding)
8. Formwela 8 – 11:39 (Leo Genovese, Spalding)
9. Formwela 9 – 4:31 (Leo Genovese, Spalding)
10. Formwela 10 – 3:28 (Spalding)
11. Formwela 11 – 3:08 (Leo Genovese, Matthew Stevens)
12. Formwela 13 – 6:44 (Spalding)